# Selho (São Jorge)
Selho (São Jorge) (oficialmente; também usado São Jorge de Selho) é uma freguesia portuguesa do município de Guimarães, com 5,79 km² de área e 5 923 habitantes (censo de 2021) A sua densidade populacional é 1 023 hab./km².
A principal povoação da freguesia, Pevidém, foi elevada à categoria de vila em 30 de agosto de 1995. Desde há vários anos que a freguesia era conhecida por Pevidém, que deu mesmo origem ao nome da vila existente. A denominação remonta ao século XIX e terá surgido do nome de um casal que vivia na Casa do Pevidém.
Pevidém corresponde à zona urbana da freguesia de Selho (São Jorge). Está situada entre o rio Ave e o seu afluente rio Selho, e dista 4 km da sede do município.

## História
As inquirições de 1290 na freguesia de "Sam Jorge" dizem que esta "é toda devassa, salvo quanto jaz aí de Varziela, que é da freguesia de Negrelos" (hoje lugar do Paraíso), situação que D. Dinis respeitou. As inquirições de 1301 chamam "S. Jurge de Negrelos" a esta importante freguesia de S. Jorge de Selho. As de 1308 "na Freguesia de Sam Jurgo de Amtre Ave e Selho" várias perdas abusivas de direitos reias, na Quintã, em Sainhas, em Arravaldi.
Na freguesia há um cabeço, denominado Monte da Senhora ou Monte da Santa, onde se pensa ter existido uma povoação castreja. Ali se encontram vestígios de muralhas e outras fortificações, muito embora grande parte das pedras que a formaram tenham sido empregues a erguer as paredes de muitas casas da freguesia.
Algumas lendas relacionadas com o Monte da Santa foram passando de geração em geração. Uma lenda diz que covinhas existentes num penedo situado num cimo de um monte foram feitas pelas pegadas da jumenta que transportou Nossa Senhora, quando das suas andanças por terras lusitanas. Na encosta voltada para os Sumes existe um penedo onde se vê o sulco que teria sido feito por uma cobra. Em tempos que se perdem na escuridão dos séculos, viveu no monte uma bicha terrível. Tal bicha, que provavelmente não seria mais nem menos que o dragão da lenda, viria a ser ferido de morte em tremendo combate travado com São Jorge. A perpetuar a batalha, dizia-se em São Jorge, existia na igreja da freguesia uma imagem que representava a derrota do monstro, que soçobrava sob o peso cortante das estocadas certeiras do santo matador de dragões.

## Património

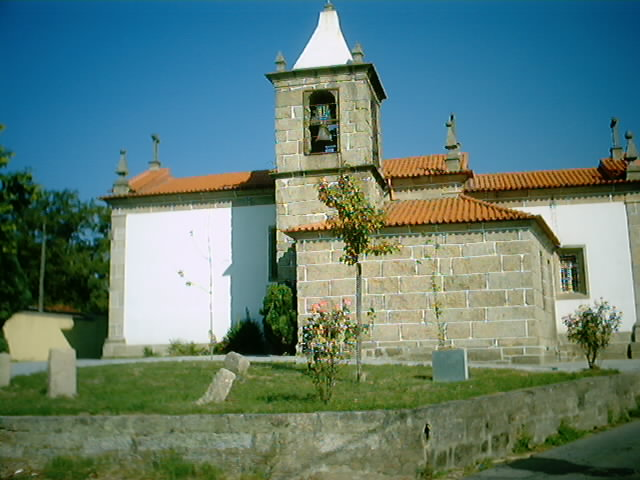
Igreja de São Brás

- Igreja Paroquial de Selho São Jorge
- Igreja São Miguel do Paraíso
- Igreja de São Brás (Pevidém)
- Cruzeiro de Pevidém de 1638
- Oratório Santo António
- Oratório Sr. dos Perigos
- Solar de Portela
- Fábrica do Moinho do Buraco[5]
- Casa do Fundo de Vila
- Coreto

## Demografia

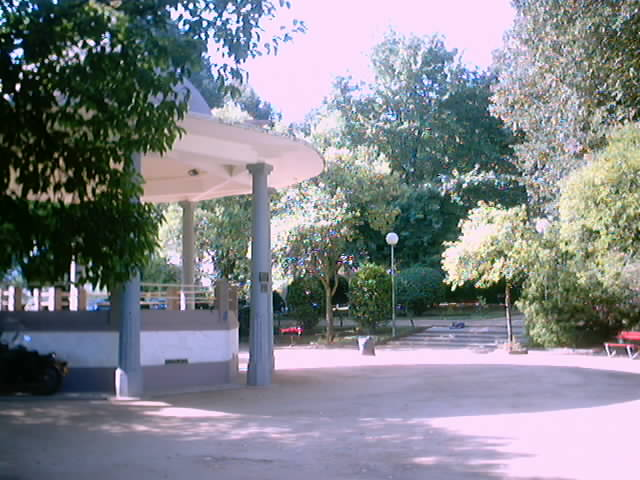
Praça Francisco Inácio e Coreto de 1936, em frente à Igreja

A população registada nos censos foi:
| Distribuição da População por Grupos Etários | Distribuição da População por Grupos Etários | Distribuição da População por Grupos Etários | Distribuição da População por Grupos Etários | Distribuição da População por Grupos Etários |
| -------------------------------------------- | -------------------------------------------- | -------------------------------------------- | -------------------------------------------- | -------------------------------------------- |
| Ano                                          | 0-14 Anos                                    | 15-24 Anos                                   | 25-64 Anos                                   | > 65 Anos                                    |
| 2001                                         | 922                                          | 808                                          | 2822                                         | 562                                          |
| 2011                                         | 900                                          | 618                                          | 3331                                         | 776                                          |
| 2021                                         | 766                                          | 655                                          | 3317                                         | 1185                                         |

## Resultados eleitorais

### Eleições autárquicas (Junta de Freguesia)
| Partido | %    | M    | %    | M    | %    | M    | %    | M    | %    | M    | %    | M    | %    | M    | %    | M    | %    | M    | %    | M    | %    | M    |
| Partido | 1976 | 1976 | 1979 | 1979 | 1982 | 1982 | 1985 | 1985 | 1989 | 1989 | 1993 | 1993 | 1997 | 1997 | 2001 | 2001 | 2005 | 2005 | 2009 | 2009 | 2013 | 2013 |
| ------- | ---- | ---- | ---- | ---- | ---- | ---- | ---- | ---- | ---- | ---- | ---- | ---- | ---- | ---- | ---- | ---- | ---- | ---- | ---- | ---- | ---- | ---- |
| IND     | 32,3 | 3    |      |      | 32,1 | 4    |      |      |      |      |      |      | 7,2  | -    |      |      |      |      |      |      |      |      |
| PS      | 22,5 | 2    | 22,9 | 3    |      |      | 36,4 | 4    | 39,5 | 4    | 45,3 | 4    | 34,0 | 4    | 22,6 | 2    | 19,5 | 2    | 22,0 | 3    | 17,3 | 2    |
| PPD/PSD | 22,4 | 2    |      |      |      |      | 17,0 | 1    | 18,2 | 2    | 19,2 | 2    | 15,7 | 1    | 15,7 | 1    | 24,0 | 2    | 31,7 | 4    |      |      |
| CDS-PP  | 17,9 | 2    |      |      |      |      | 11,3 | 1    | 8,9  | -    | 5,8  | -    | 3,9  | -    | 3,7  | -    | 2,6  | -    |      |      |      |      |
| APU/CDU |      |      | 37,2 | 5    | 34,1 | 5    | 33,3 | 3    | 31,2 | 3    | 27,6 | 3    | 36,9 | 4    | 55,4 | 6    | 50,1 | 5    | 39,2 | 6    | 34,3 | 5    |
| AD      |      |      | 35,9 | 5    | 30,8 | 4    |      |      |      |      |      |      |      |      |      |      |      |      |      |      |      |      |
| PSD-CDS |      |      |      |      |      |      |      |      |      |      |      |      |      |      |      |      |      |      |      |      | 39,7 | 6    |